# Универзитет Св. Климент Охридски у Битољу
Универзитет Св. Климент Охридски у Битољу (мкд. Универзитет „Св. Климент Охридски“ во Битола) је државни универзитет у Битољу, уз додатне факултете у Прилепу, Охриду, Велесу, Кичеву и Скопљу. Основан је 25. априла 1979, али је назив по Клименту Охридском добио тек 1994.
Чин формалног оснивања универзитета у Битољу био је 25. априла 1979. Седамдесете су биле деценија експоненцијалног пораста броја високошколских установа у бившој Југославији када су поред Битоља отворени многи други универзитети широм земље.

## Организација
Универзитет се састоји од следећих факултета:
- Економски факултет — Прилеп
- Факултет за биотехничке науке — Битољ
- Технички факултет — Битољ
- Педагошки факултет — Битољ
- Факултет за туризам и угоститељство — Охрид
- Факултет за безбедност — Скопље
- Правни факултет — Кичево
- Технолошко-технички факултет — Велес
- Висока медицинска школа — Битољ
- Ветеринарски факултет — Битољ
- Факултет за информационо-комуникационе технологије — Битољ
- Научни институт за дуван — Прилеп